# Marino Carafa di Belvedere
Pour les articles homonymes, voir Carafa.
Pour les autres membres de la famille, voir Famille Carafa.
Marino Carafa di Belvedere (né le 29 janvier 1764 à Naples et mort le 5 avril 1830) est un cardinal italien du XIXe siècle. 
Les autres cardinaux de sa famille sont  Filippo Carafa della Serra (1378), Oliviero Carafa (1467),  Gianvincenzo Carafa (1527), Carlo Carafa (1555), Diomede Carafa (1555), Alfonso Carafa (1557), Antonio Carafa (1568),  Decio Carafa (1611), Pier Luigi Carafa (1645), Carlo Carafa della Spina (1664), Fortunato Ilario Carafa della Spina (1686), Francesco Carafa della Spina di Traetto (1773) et Domenico Carafa della Spina di Traetto (1844).

## Biographie
Marino Carafa di Belvedere exerce diverses fonctions au sein de la Curie romaine, notamment au sein d'une commission pour des réformes économiques et l'élimination des abus dans les palais apostoliques. Le pape Pie VII le crée cardinal lors du consistoire du 23 février 1801. Il résigne comme cardinal en 1807 et se marie avec Marianna Gaetani dell'Aquila d'Aragona.

### Source
- Fiche du cardinal sur le site de la FIU